# KOKO Networks
KOKO Networks (kurz KOKO) ist eine Gesellschaft in Nairobi in Kenia. Koko produziert und vertreibt Kocher, die mit Ethanol betrieben werden. Auch betreibt KOKO eine Verteilnetzwerk in acht kenianischen Großstädten. KOKO hatte Stand 2023 1800 Mitarbeiter und verfügte über ein Netzwerk mit 2500 Verkaufsstellen. KOKO hatte 2024 aut Financial Times eine Million Kunden.

## Geschichte
Traditionell wurde und wird in Kenia mit Holzkohle gekocht. Kochen mit Holzkohle führte zur Abholzung großer Teile der kenianischen Wälder. Auf die Umweltverschmutzung in Kenias Großstädten durch das Kochen mit Holzkohle werden viel Todesfälle zurückgeführt. Um das Problem der Luftverschmutzung durch Holzkohle zu bekämpfen, wurde 2014 KOKO Netzworks gegründet. Im Juli 2019 eröffnete KOKO seine ersten Verkaufsfilialen in bereits bestehenden Geschäften und Supermärkten.

## Geschäftsmodell
Traditionell wird in tropischen Ländern mit Holzkohle oder Gas gekocht. Gas hat aber einige entscheidende Nachteile. Gasflaschen sind schwer und teuer. Es wird ein Fahrzeug benötigt, um die Flasche vom Verteilpunkt nach Hause zu transportieren. Gas kann nur in größeren Mengen gekauft werden, was für Bevölkerungen mit minimalen Einkommen unerschwinglich ist. Gas muss importiert werden. Bioethanol dagegen ist einfach zu transportieren und wird aus Abfällen der Zuckerproduktion produziert. Bioethanol betriebene Kocher produzieren 40–60 % weniger Abgase als vergleichbare gasbetriebene Kocher. Ethanol ist bedeutend billiger als Gas und kann in kleineren Mengen verkauft werden. Durch den Verkauf von Umweltzertifikaten können die Kocher und die Behälter von Ethanol subventioniert werden.
Seit 2019 betreibt KOKO ein dezentrales Vertriebssystem mit einer eigenen Tankerflotte. Ethanol wird in Tankstellen gelagert und mit eigenen kleinen Tanklastfahrzeugen zu den Vertriebsstellen transportiert. In diesen befinden sich Selbstbedienautomaten, mit denen Kunden das Bioethanol mit Spezialflaschen kaufen können. Die Verkaufsfilialen stellen den Kunden einen Kocher und die notwendige Flasche zur Verfügung. Die Flasche ist mit einem RFID-Chip versehen, der den Kunden identifiziert. Das Fassungsvermögen einer solchen Flasche beträgt drei Liter und ist mit einem Spezialventil gesichert. Der Kunde schraubt die Flasche in den Automaten und füllt ihn über ein Display. Die Flasche ist mit einem Tragegurt ausgerüstet und so kann der Kunde die Flasche bequem nach Hause tragen und dort an seinen Kocher schrauben und diesen befüllen.
KOKO betreibt einen eigenen Cloudservice, um die Automaten und die Logistik automatisch zu überwachen. Die Kocher werden in Kenia und Indien produziert, die Automaten und Flaschen in Kenia. Ein Set bestehend aus Kocher, Flasche und einer ersten Ethanol-Füllung. Die Mitgliedschaft in der Cloud kostet weniger als 15 Dollar.
KOKO arbeitet eng mit Vivo Energy zusammen, einer Tankstellenkette in Afrika im Shell-Konzern.